# Шаповал, Николай Ефимович
Никола́й Ефи́мович Шапова́л (укр. Микола Юхимович Шаповал; 5 декабря 1886, Серебрянка, Бахмутский уезд Екатеринославской губернии, Украина — 1948, Сошо, Франция) — украинский военный, общественный и политический деятель, генерал-хорунжий. Брат Никиты Шаповала и Артёма Шаповала.

## Биография
Родился в селе Серебрянка Бахмутского уезда Екатеринославской губернии (ныне Бахмутский район Донецкой области) в семье отставного унтер-офицера, сельского батрака Ефима Алексеевича и Натальи Яковлевны Шаповаловых.
Окончил филологический факультет Киевского университета. В 1910 году Николай после окончания Чугуевского юнкерского пехотного училища получил офицерское звание подпоручик. Во время Первой мировой войны был ранен в Восточной Пруссии и попал в немецкий плен. В лагере Раштатт (возле одноимённого города) основал культурно-просветительное общество «Запорожская Сечь», а в г. Белая на Подляшье организовал украинскую общину. Сотрудник Союза Освобождения Украины в Вене.
Один из организаторов 1-й Дивизии синежупанников (командир Запорожского полка им. Т. Шевченко). В 1919 году командир 7-й пехотной кадровой дивизии и Подольской группы Армии УНР, впоследствии 16-го отряда, переименованного в 3-ю Железную дивизию, начальник Юношеской Школы в Каменке.
В лагерях интернированных в Польше — начальник Общей Юношеской Школы. Впоследствии в Чехословакии и (с 1924) во Франции. Принадлежал к Украинской партии социалистов-революционеров (УПСР) и был председателем ячейки УПСР во Франции. В 1929—1948 годах — председатель Украинского Общества во Франции. Во время немецкой оккупации Франции подвергалась гонениям и украинская диаспора. Николай Шаповал отказался возглавить военное подразделение, за что был брошен в концлагерь, из которого был освобожден после оставления немцами Франции в 1944 году.
Шаповал — автор книги «Проблемы демократии у Масарика»; переводил с французского языка Ромена Роллана «Игра любви и смерти»; редактор изданий «Вестник Украинского Общества во Франции» и «Украинская Свобода» в Париже. Похоронен в Сошо (Франция).